# Governo Tommasi I
Il governo Tommasi I è stato il primo governo del Regno delle Due Sicilie ed è rimasto in carica dal Gennaio 1815 al 4 giugno dello stesso anno.

## Composizione
- Donato Antonio Tommasi, marchese di Casalicchio: Ministro Segretario di Stato degli Affari Interni (1815-1820)
- Donato Antonio Tommasi, marchese di Casalicchio: Ministro Segretario di Stato di Grazia e Giustizia (1815-1820)